# Wüste Flur (Magdala)
Die Wüste Flur ist eine Wüstung und befindet sich unmittelbar an der heutigen Stadt Magdala im Landkreis Weimarer Land in Thüringen.

## Geschichte
Um 1400 war Magdala eine befestigte Ackerbürgerstadt. Sie litt besonders unter dem Sächsischen Bruderkrieg. Stadt und Burg wurden zerstört und nur teilweise wieder aufgebaut. Auch im Dreißigjährigen Krieg ging viel verloren. Die Stadt wurde in den Bereich der heutigen Stadt verlagert. Das ehemalige Stadtgelände lag mit auf den Flächen, die heute als wüste Flur bezeichnet werden.